# Still Life (film 2013)
Still Life è un film del 2013 diretto da Uberto Pasolini.
Il film, sceneggiato e prodotto dallo stesso regista, è stato presentato alla 70ª Mostra internazionale d'arte cinematografica di Venezia, dove ha vinto il premio per la miglior regia nella sezione Orizzonti.

## Trama
John May è un solitario funzionario comunale di Londra, il cui lavoro consiste nel rintracciare i parenti più prossimi delle persone morte in totale solitudine. May conduce una vita tranquilla e ordinaria, fatta di ripetitivi riti quotidiani, e allo stesso modo svolge il suo lavoro con meticolosità. Quando gli affidano il caso di Billy Stoke, un alcolizzato morto in solitudine a pochi passi da casa sua, inizia a raccogliere indizi sulla sua vita e a cercare le persone a cui l'uomo era legato. A causa della crisi economica, gli viene comunicato che il suo ufficio sta per essere ridimensionato e che sarà licenziato; John May non si abbatte e convince il capo a concedergli qualche giorno per portare a termine questo ultimo caso. Durante le ricerche conosce Kelly, la figlia di Billy Stoke abbandonata durante l'infanzia. Negli spostamenti alla ricerca delle persone che hanno conosciuto Stoke, John May ha modo di riassaporare la vita. Kelly, che intanto ha deciso di andare al funerale del padre ed è interessata a conoscere meglio John, lo incontra di nuovo, ma poco dopo lui muore investito da un bus.
Il suo funerale verrà celebrato nello stesso giorno di quello di Billy Stoke: alle esequie di Stoke saranno presenti tutte le persone rintracciate: le figlie, la ex-compagna, la nipote, i vecchi commilitoni, i colleghi di lavoro, i compagni di sventura. Alle esequie di John May invece non è presente nessuno.
Nella scena finale, al momento in cui sta per scendere la sera nel camposanto, lo spirito di Billy Stoke e di tutti quelli che John May ha seguito nel suo lavoro, giungono a rendergli omaggio e si ritrovano, in silenzio, attorno alla sua tomba.

## Produzione
Le riprese si sono svolte tra il maggio ed il giugno del 2012, a Londra e nell'Inghilterra sudorientale.

## Distribuzione
Il film è stato distribuito nelle sale cinematografiche italiane il 12 dicembre 2013 da BiM Distribuzione.

## Riconoscimenti
- Festival di Venezia 2013
  - Premio Orizzonti per la regia
  - Premio Pasinetti al miglior film
  - Premio CIVITAS VITAE – Rendere la longevità risorsa di coesione sociale
  - Premio CICAE - Cinema d'Arte e d'Essai
- Reykjavík International Film Festival 2013
  - Miglior film (Golden Puffin)
- 2014 - Globo d'oro
  - Miglior fotografia a Stefano Falivene